# Јасон (стрип)
Јасон је научнофантастични стрипски серијал објављиван у издањима загребачке куће „Вјесник“ 1983. године. 
Сиже: на удаљеној планети  рађа се нараштај „Ратника плавог сунца“, а међу њима и снажни Јасон који учествује у свргавању тирана и другим пустоловинама унутар свог феудалног света. Стрип је цртао Ратомир Петровић, а писао Бобан Кнежевић. Серијал није до краја завршен.

## Стрипографија
Изворна објављивања
1. „Син плавог сунца“,  Стрип магазин РС, бр. 25, „Вјесник“, Загреб, 1983, стр. 56-57 (12 табли)
2. „Насеље Бер“, Стрип магазин РС, бр. 27, „Вјесник“, Загреб, 1983, стр. 39-50 (12 табли)
3. „Двобој у пијеску“, Наш стрип, бр. 5, „Вјесник“, Загреб, 1983, стр. 12-23 (12 табли)